# Baneheide
Baneheide, en limbourgeois De Boanhei, est un hameau néerlandais situé dans la commune de Simpelveld, dans la province du Limbourg néerlandais. Le 1er janvier 2006, le hameau comptait 150 habitants.